# Marie Kinnberg
Marie Kinnberg (1806 – 30. března 1858) byla průkopnická švédská fotografka a malířka. V roce 1851 se naučila ovládat daguerrotypický proces a následující rok si otevřela studio v Göteborgu.

## Životopis
Marie Kinnberg, aktivní jako malířka portrétů, byla studentkou Bernharda Bendixena a Adolfa Meyera, dvou fotografů z Německa, kteří ve Švédsku představili tehdy novou fotografickou techniku s obrázky na papíře a během svého pobytu v Göteborgu v létě 1851. Marie Kinnberg tak patřila k průkopnicím nové fotografické techniky ve Švédsku, když 8. května 1852 otevřela v Göteborgu vlastní profesionální ateliér. Svá studia neprovozovala mnoho let, ale byla průkopnicí jednak jako jedna z prvních, která ve Švédsku začala používat nové fotografické umění, jednak jako jedna z prvních žen svého povolání společně po boku Brity Sofie Hesseliusové.